# Ramel Curry
Ramel Antwone Curry (* 17. April 1980 in New York Citys Stadtbezirk Brooklyn, Vereinigte Staaten) ist ein US-amerikanischer Basketballspieler.

## Karriere als Spieler

### Amerika (bis 2006)
Curry wechselte zum Studium 1999 zunächst an das Junior College Fresno City College in der gleichnamigen kalifornischen Stadt und spielte dort für das Hochschulteam Rams in der NJCAA. 2001 wechselte er an die California State University in Bakersfield und spielte dort für die Roadrunners. Die Roadrunners spielten damals noch in der „California Collegiate Athletic Association“ (CCAA) der NCAA Division II und waren in den 1990er Jahren ein sehr erfolgreiches Team gewesen mit drei Landesmeisterschaften in der Division II. Bereits nach einem Jahr an der CSUB beendete Curry seine Collegekarriere, nachdem er in der CCAA zum „Player of the Year“ 2002 ernannt wurde.
Anschließend stand Curry 2002 zwischenzeitlich im Kader der Oklahoma Storm, einer Franchise der Sommerliga United States Basketball League, die in jener Spielzeit von der Basketballlegende Kareem Abdul-Jabbar trainiert wurde. Er kehrte jedoch nach Bakersfield zurück und spielte für die Vipers des Kern County in der Minor League „Southwest Basketball League“. Im November 2003 stand er kurzzeitig im Vorbereitungskader der Yakima Sun Kings aus der Continental Basketball Association. Für die Spielzeit 2003/04 wechselte er in die ABA zu den Diablos aus der mexikanischen Grenzstadt Tijuana in Baja California. Die Diablos hatten ein Jahr zuvor ebenfalls in der Southwest Basketball League teilgenommen. Nachdem er in der Sommerpause 2004 für den NBA-Klub Los Angeles Lakers in Talentsichtungsspielen auflaufen durfte, begann er auch die Spielzeit 2004/05 bei einer kalifornischen Mannschaft in der ABA und spielte für die Jam aus Long Beach.
Im Januar 2005 wurde Curry dann von den Riverdragons aus Columbus (Georgia) in der NBA Development League unter Vertrag genommen. Mit dieser Mannschaft verlor er das Finalspiel vor heimischen Publikum um den Titel in der D-League 2005 deutlich gegen den Titelverteidiger Asheville Altitude, obwohl er auf Seiten des Verlierers mit zwölf Punkten und acht Rebounds eine ansprechende Leistung zeigte. In der Sommerpause war er noch in Venezuela aktiv, bevor er zu den Riverdragons zurückkehrte, die die Spielzeit 2005/06 als Toros in Austin (Texas) spielten. Obwohl man mit Marcus Fizer den Most Valuable Player (MVP) dieser Spielzeit stellte, erreichten die Toros nicht erneut das Finale. Nach Saisonende spielte Curry noch in der Dominikanischen Republik.

### Europa (seit 2006)
Für die Spielzeit 2006/07 unterschrieb er erstmals einen Vertrag in Europa und wechselte in die italienische Serie A zum Verein aus dem kampanischen Avellino. Mit dem Verein konnte er in dieser Spielzeit erneut nur knapp den Abstieg aus der höchsten italienischen Spielklasse vermeiden. In der nächsten Spielzeit wechselte er nach Israel zu HaPoel aus Jerusalem. Mit dieser Mannschaft verteidigte er den israelischen Pokal 2008 im Finale gegen Maccabi Tel Aviv. Anschließend spielte er in der Saison 2008/09 erneut in Italien, wo er mit dem traditionsreichen Verein aus Pesaro die Saison abgeschlagen auf dem letzten Tabellenplatz der Serie A beendete.
Die Spielzeit 2009/10 begann Curry bei Erdemirspor aus Zonguldak in der Türkiye Basketbol Ligi. Im Januar 2010 wechselte er zum ukrainischen Meister Asowmasch aus Mariupol, mit denen er 2010 den Titel in der nationalen Meisterschaft verteidigen konnte. Die folgende Spielzeit 2010/11 verlief weniger erfolgreich, im europäischen Vereinswettbewerb Eurocup 2010/11 schied man frühzeitig in der ersten Runde aus und auch in der nationalen Meisterschaft erreichte man nicht das Finale. Nur in der neuen osteuropäischen VTB United League 2010/11 war man vergleichsweise erfolgreich und erreichte das Final-Four-Turnier. Hier war man jedoch gegen die Übermacht der besten russischen Klubs nahezu chancenlos und belegte den vierten Platz. Curry selbst wurde als MVP der Spieltage sechs und acht ausgezeichnet und schließlich sogar für seine Leistungen in dieser Liga als MVP der Spielzeit 2010/11 geehrt. Für die Spielzeit 2011/12 wechselte er zum ukrainischen Vizemeister aus Donezk, mit dem er sich im Eurocup 2011/12 frühzeitig für die Viertelfinale qualifizieren konnte. Im Frühjahr 2013 wechselte er zu Panathinaikos Athen nach Griechenland, wo er bis zum Sommer 2014 unter Vertrag stand und neben zwei Meisterschaften auch den griechischen Vereinspokal gewinnen konnte.

## Auszeichnungen und Erfolge

### Mit der Mannschaft
- 2005 Vizemeisterschaft in der NBA Development League
- 2008 Pokalsieger Israel
- 2010, 2012 Meister Ukraine
- 2011 Vierter VTB-UL
- Griechischer Meister: 2013, 2014
- Griechischer Pokalsieger: 2014

### Persönliche Auszeichnungen
- MVP des griechischen Pokalfinals: 2014
- MVP der Runden 6 und 8 in der Saison 2010/11 in der VTB-UL
- MVP der Regular Season in der Saison 2010/11 in der VTB-UL
- MVP der Regular Season in der Saison 2010/11 und 2011/12 in der Superliga Ukraine